# Lijst van voetbalinterlands Hongarije - Rusland
Deze lijst van voetbalinterlands is een overzicht van alle officiële voetbalwedstrijden tussen de nationale teams van Hongarije en Rusland. De landen hebben tot op heden acht keer tegen elkaar gespeeld. De eerste ontmoeting was een vriendschappelijke wedstrijd en werd gespeeld in Moskou op 14 juli 1912. Het laatste duel, een groepswedstrijd tijdens de UEFA Nations League 2020/21, vond plaats op 14 oktober 2020 in de Russische hoofdstad.

## Wedstrijden
| № | Plaats    | Datum            | Competitie                  | Wedstrijd           | Uitslag |
| - | --------- | ---------------- | --------------------------- | ------------------- | ------- |
| 1 | Moskou    | 14 juli 1912     | Vriendschappelijk           | Rusland − Hongarije | 0 − 12  |
| 2 | Moskou    | 28 april 1993    | WK 1994 kwalificatie        | Rusland − Hongarije | 3 − 0   |
| 3 | Boedapest | 8 september 1993 | WK 1994 kwalificatie        | Hongarije − Rusland | 1 − 3   |
| 4 | Győr      | 3 maart 2010     | Vriendschappelijk           | Hongarije − Rusland | 1 − 1   |
| 5 | Boedapest | 18 november 2014 | Vriendschappelijk           | Hongarije − Rusland | 1 − 2   |
| 6 | Boedapest | 5 juni 2017      | Vriendschappelijk           | Hongarije − Rusland | 0 − 3   |
| 7 | Boedapest | 6 september 2020 | UEFA Nations League 2020/21 | Hongarije − Rusland | 2 − 3   |
| 8 | Moskou    | 14 oktober 2020  | UEFA Nations League 2020/21 | Rusland − Hongarije | 0 − 0   |

## Samenvatting
| Competitie          | Totaal gespeeld | Winst Hongarije | Gelijk | Winst Rusland | Doelsaldo Hongarije – Rusland |
| ------------------- | --------------- | --------------- | ------ | ------------- | ----------------------------- |
| WK-kwalificatie     | 2               | 0               | 0      | 2             | 1 − 6                         |
| UEFA Nations League | 2               | 0               | 1      | 1             | 2 − 3                         |
| Vriendschappelijk   | 4               | 1               | 1      | 2             | 14 − 6                        |
| Totaal              | 8               | 1               | 2      | 5             | 17 − 15                       |

## Details

### Eerste ontmoeting
| Vriendschappelijk (Moskou, Rusland, 14 juli 1912): |        | |
| Rusland                                            | 0 – 12 | Hongarije |
|                                                    | goals  | 17' Vilmos Kertész 36' Vilmos Kertész 39' Imre Schlosser-Lakatos 50' Imre Schlosser-Lakatos 64' Vilmos Kertész 65' Mihály Pataki 69' Imre Schlosser-Lakatos 71' Imre Schlosser-Lakatos 73' Mihály Pataki 79' István Tóth-Potya 86' Sándor Bródy 90' Imre Schlosser-Lakatos |

### Tweede ontmoeting
| WK 1994 kwalificatie (Moskou, Rusland, 28 april 1993):       |       |           |
| Rusland                                                      | 3 – 0 | Hongarije |
| Andrej Kantsjelskis 55' Igor Kolyvanov 61' Sergej Joeran 85' | goals |           |

### Vierde ontmoeting
| Vriendschappelijk (Győr, Hongarije, 3 maart 2010): |              | |
| Hongarije | 1 – 1        | Rusland |
| Vilmos Vanczák 39' | goals        | 59' Diniyar Bilyaletdinov |
| Erwin Koeman | bondscoach   | Guus Hiddink |
| Gábor Király László Bodnár Roland Juhász Boldizsár Bodor 63' Vilmos Vanczák Gábor Horváth 72' Zoltán Szélesi Ákos Buzsáky 46' Szabolcs Huszti 90' Sándor Torghelle Gergely Rudolf 79' | opstellingen | 46' Igor Akinfejev Aleksandr Anjoekov 83' Denis Kolodin Sergei Ignashevich Renat Janbajev Sergei Semak Konstantin Zyryanov Igor Denisov 84' Diniyar Bilyaletdinov 46' Igor Semshov 46' Pavel Pogrebnyak |
| Dániel Tőzsér 46' Tamás Hajnal 63' Pál Dárdai 72' Ádám Szalai 79' Tamás Koltai 90' | wissels      | 46' Vladimir Gaboelov 46' Andrej Arsjavin 46' Roman Pavlyuchenko 83' Vasiliy Berezutskiy 84' Vladimir Bystrov                                                                                           |
| | gele kaarten | 44' Igor Akinfejev 55' Renat Janbajev |
| | rode kaarten | 49', 89' Igor Denisov |

### Zesde ontmoeting
| Vriendschappelijk (Boedapest, Hongarije, 5 juni 2017):                                                                                      |       |                                                            |
| Hongarije | 0 – 3 | Rusland                                                    |
| | goals | 20' Fjodor Smolov 40' (e.d.) Márton Eppel 89' Dmitry Poloz |
| - Debuut van Márk Kleisz (Vasas SC), Norbert Balogh (US Palermo), Márton Eppel (Honvéd) en Dávid Márkvárt (Puskás Akadémia) voor Hongarije. |       |                                                            |